# Campushallen

Campushallen är en idrotts- och träningsbyggnad som ligger på Universitetsområdet ”Valla” i Linköping. Byggnaden ägs av Insamlingsstiftelsen Universitetshallen i Linköping. Dess stiftare är Linköpings Studenters Idrottsförening (LSIF) samt studentkårerna Lintek och StuFF. Enligt stiftelseurkunden tillsätter Linköpings universitet ordföranden och en ledamot i styrelsen medan stiftarna har två ledamöter vardera.
Marken som byggnaden är uppförd på ägs av Akademiska Hus. 

## Byggnaden
Arkitekt och projekteringsledare: Lars Johansson och Mikael Uppling vid Johansson & Uppling arkitekter AB.
Ursprungsbyggnaden uppfördes under 1999/2000 och invigdes 2 oktober 2000. Invigningstalet hölls av Bertil Anderson, dåvarande rektor vid Linköpings universitet. 
Byggnaden bestod då av ett gym, ett antal bollhallar och danslokaler på totalt ca 4000 m². Fortsatt starkt intresse för motion och idrott ledde till att hallen byggdes ut 2005 med ett nytt och större gym samt att dispositionen inne i byggnaden förändrades. Byggnaden kom nu att omfatta ca 5000 m². 

## Friidrottshall
2007 uppförde Akademiska Hus, för Linköpings Kommuns räkning, vägg i vägg med Campushallen, en friidrottshall. Den tillbyggnaden består av en mellandel som innehåller bland annat reception och omklädningsrum samt en träningshall för friidrott. I samband med den tillbyggnaden flyttades även entrén till Campushallen till mellandelen. 

## Verksamhet
Verksamheten i Campushallen har sedan dess tillkomst drivits av LSIF och omfattar idag gym, bollsporter, gruppträning samt kroppsbehandlingar.